# Esgrima nos Jogos Olímpicos de Verão de 1896 - Florete masculino
O torneio de Florete da esgrima nos Jogos Olímpicos de Verão de 1896 ocorreu no dia 7 de abril. Oito esgrimistas foram divididos em dois grupos e enfrentaram uma vez cada um dos outros esgrimistas do grupo. Os dois vencedores dos grupos disputaram as medalhas.

## Medalhistas
| Ouro   | FRA Eugène-Henri Gravelotte          |
| Prata  | FRA Henri Callot                     |
| Bronze | GRE Perikles Pierrakos-Mavromichalis |

## Resultados

### Primeira fase

#### Grupo A
| Pos. | Atleta                               | TF | TS | V | D |
| ---- | ------------------------------------ | -- | -- | - | - |
| 1    | FRA Henri Callot                     | 9  | 4  | 3 | 0 |
| 2    | GRE Perikles Pierrakos-Mavromichalis | 7  | 4  | 2 | 1 |
| 3    | FRA Henri Delaborde                  | 5  | 7  | 1 | 2 |
| 4    | GRE Ioannis Poulos                   | 3  | 9  | 0 | 3 |

| GRE Perikles Pierrakos-Mavromichalis | 3-1 | FRA Henri Delaborde                  |
| FRA Henri Callot                     | 3-2 | GRE Ioannis Poulos                   |
|                                      |     |                                      |
| GRE Perikles Pierrakos-Mavromichalis | 3-0 | GRE Ioannis Poulos                   |
| FRA Henri Callot                     | 3-1 | FRA Henri Delaborde                  |
|                                      |     |                                      |
| FRA Henri Callot                     | 3-1 | GRE Perikles Pierrakos-Mavromichalis |
| FRA Henri Delaborde                  | 3-1 | GRE Ioannis Poulos                   |

#### Grupo B
| Pos. | Atleta                             | TF | TS | V | D |
| ---- | ---------------------------------- | -- | -- | - | - |
| 1    | FRA Eugène-Henri Gravelotte        | 9  | 5  | 3 | 0 |
| 2    | GRE Athanasios Vouros              | 8  | 4  | 2 | 1 |
| 3    | GRE Konstantinos Komninos-Miliotis | 5  | 7  | 1 | 2 |
| 4    | GRE Georgios Balakakis             | 3  | 9  | 0 | 3 |

| GRE Konstantinos Komninos-Miliotis | 3-1        | GRE Georgios Balakakis             |
| FRA Eugène-Henri Gravelotte        | 3-2        | GRE Athanasios Vouros              |
|                                    |            |                                    |
| GRE Athanasios Vouros              | 3-1        | GRE Georgios Balakakis             |
| FRA Eugène-Henri Gravelotte        | 3-2        | GRE Konstantinos Komninos-Miliotis |
|                                    |            |                                    |
| FRA Eugène-Henri Gravelotte        | 3-1        | GRE Georgios Balakakis             |
| GRE Athanasios Vouros              | 3-0 (W.O.) | GRE Konstantinos Komninos-Miliotis |

### Final
| FRA Eugène-Henri Gravelotte | 3-2 | FRA Henri Callot |

O terceiro lugar é creditado ao grego Perikles Pierrakos-Mavromichalis.